# خالد توفيق لازم
خالد توفيق لازم (ولد في 9 مارس 1944) هو عداء عراقي تنافس في سباق 4 × 100 متر تتابع رجال في دورة الألعاب الأولمبية الصيفية عام 1964.

## روابط خارجية
- خالد توفيق لازم على موقع أوليمبيديا (الإنجليزية)